# Cirkanuální rytmus
Cirkanuální rytmus je biologický proces o přibližné délce jednoho roku, který se odehrává v tělech některých živočichů a rostlin i v případě odstranění stimulů prostředí. Typickým příkladem jsou stěhovaví ptáci, u kterých každoročně těsně před migrací dochází k tahovému neklidu (stav úzkostné nervozity s touhou po odletu), a to i v laboratorních podmínkách se stejnou teplotou i délkou denního světla.

## Charakteristika
Cirkanuální rytmus je takový biologický proces, který přetrvává i v případě odstranění vnějších stimulů z prostředí živočicha, typicky délky světla během dne. Podobně jako cirkadiánní rytmus, jehož délka je kolem jednoho dne, je cirkanuální rytmus řízen vnitřními biologickými hodinami. Z evolučně-genetické perspektivy lze na cirkanuální rytmus nahlížet jako na prostředek zlepšení biologické zdatnosti živočichů. Rytmus se vyvinul přírodním výběrem, který favorizoval živočichy s nejlepší schopností odhadu nadcházejících sezónních změn. Tento roční rytmus existuje nejen u živočichů, ale i u rostlin, ve kterých probíhají procesy na roční bázi i po odstranění vnějších environmentálních stimulů.